# Wólka Panieńska
Wólka Panieńska – wieś w Polsce położona w województwie lubelskim, w powiecie zamojskim, w gminie Zamość.
Do 11 października 1973 w gminie Łabunie. W latach 1975–1998 miejscowość administracyjnie należała do województwa zamojskiego.
Wieś jest sołectwem w gminie Zamość. Według Narodowego Spisu Powszechnego z roku 2011 wieś liczyła 609 mieszkańców.
Wieś jest siedzibą rzymskokatolickiej parafii Matki Bożej Bolesnej.

## Części wsi
| SIMC    | Nazwa     | Rodzaj    |
| ------- | --------- | --------- |
| 0906730 | Badunia   | część wsi |
| 0906746 | Cegielnia | część wsi |

## Historia
Po raz pierwszy wieś została wzmiankowana w 1780 r. pod nazwą Panieńskie – wraz z Jatutowem określana jako uposażenie klasztoru klarysek w Zamościu. W następnych dziesięcioleciach nazwa wsi występowała wprawdzie w różnych formach, zawsze jednak uwzględniających byłe właścicielki, czyli „panny” klaryski czy szarytki. Już w 1811 r. wykazana została po raz pierwszy jako Wólka Panieńska, a następnie w roku 1862 i 1893, jednakże w 1948 r. ponownie użyto nazwy Panieńskie. Pod rokiem 1911 wspomina się nawet o Kolonii Wólka Panieńska, liczącej zaledwie 6 gospodarstw chłopskich.
W roku 1896 folwark Wólka Panieńska obejmował 148 mórg ziemi uprawnej, w tym 119 mórg gruntów ornych i 22 morgi łąk. Wedle inwentarza skarbowego z 1925 r. na terenie folwarcznym stały: 2 domy mieszkalne, stajnia, obora, spichlerz, szopa, stodoła i chlewy. Ponadto w 1928 r. (wg innych danych w 1895) założono tu kaflarnię, dzisiejszą cegielnię.